# Thomas D. Schall

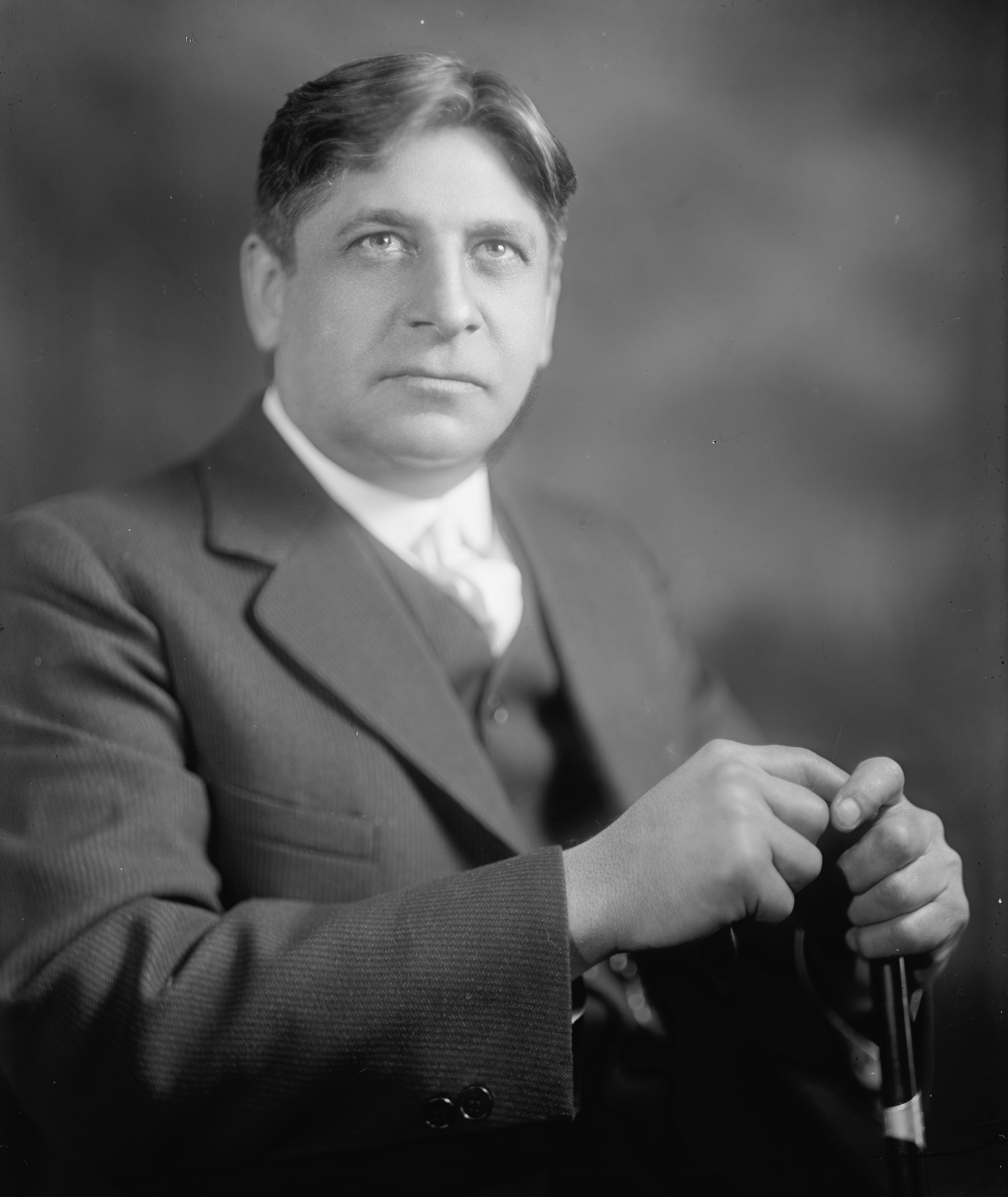
Thomas D. Schall 1905

Thomas David Schall (* 4. Juni 1878 in Reed City, Osceola County, Michigan; † 22. Dezember 1935 in Washington, D.C.) war ein US-amerikanischer Politiker, der den Bundesstaat Minnesota in beiden Kammern des Kongresses vertrat. Er war der erste blinde Abgeordnete im Repräsentantenhaus, der zweite im Kongress nach Senator Thomas Gore.

## Leben
Schall wurde in Reed City in Michigan geboren und wuchs in ärmlichen Verhältnissen auf. Nachdem sein Vater 1880 die Familie verlassen hatte, (nach anderen Quellen war der Vater verstorben) zog Schall 1884 mit seiner Mutter, die als Köchin arbeitete, nach Campbell im Wilkin County im westlichen Minnesota. Erst mit zwölf Jahren besuchte er in Wheaton die Schule, mit 16 wechselte er an die High School von Ortonville. Dort fiel er durch sein Rednertalent auf und erhielt 1898 ein Stipendium für Hamline University. 1900 wechselte er an die University of Minnesota, wo er 1902 mit dem Bachelor abschloss, 1904 erhielt er am St. Paul College of Law (heute Mitchell Hamline School of Law) den Juris Doctor. Er eröffnete anschließend eine Rechtsanwaltskanzlei in Minneapolis. Um etwa diese Zeit lernte Schall seine künftige Frau Margaret Huntley (1879–1954) kennen. Aus der Ehe gingen drei Kinder hervor, die Söhne Thomas (1911) und Richard (1913) sowie Tochter Padget Ann (1920).
1907 erlitt Schall in Fargo, North Dakota, einen Stromunfall durch einen elektrischen Zigarrenanzünder, an dessen Folge er erblindete. Einige Zeit später nahm er die Tätigkeit als Anwalt wieder auf, wobei ihn seine Frau als Sekretärin unterstützte. Sie hatte ebenfalls Jura studiert. Trotz seiner Behinderung war Schall ein guter Schütze, wobei er nach Gehör auf die Scheibe schoss, auf die ein Helfer mit einem Stock schlug.

Thomas D. Schall mit Frau 1915

Blindenhunde, in Deutschland seit 1916 systematisch ausgebildet, verbreiteten sich in den USA erstmals 1927. Im gleichen Jahr erhielt Schall seinen ersten Blindenhund Lux, und erhielt vom Senat die Erlaubnis, das Tier mit in den Senat zu nehmen. Nachdem Lux 1933 gestorben war, erwarb Schall einen neuen Hund namens Rex.
Thomas David Schall unternahm am 19. Dezember 1935 einen Einkauf in der Bundeshauptstadt und überquerte gerade mit einem Mitarbeiter seines Büros die Straße, als beide Männer von einem herannahenden Auto erfasst und auf die Straße geschleudert wurden. Schall starb drei Tage später am 22. Dezember 1935 an seinen Verletzungen. Er wurde auf dem Lakewood Cemetery in Minneapolis beigesetzt.

## Politische Karriere
Schall, ursprünglich Mitglied der Republikanischen Partei, war ein Anhänger Theodore Roosevelts und schloss sich 1912 dessen Progressive Party (Bull Moose Party) an. 1914 kandidierte er für die Progressive Party im neu geschaffenen 10. Kongressdistrikt Minnesotas. Mit 39,11 % der Stimmen besiegte er den Republikaner Lowell E. Jepson (34,82 %) und den Demokraten Harry S. Swenson (26,07 %). Damit war er der einzige erfolgreiche Kandidat der Progressive Party in Minnesota, und mit dem Beginn der Legislaturperiode am 4. März 1915 einer von sechs Abgeordneten der Partei insgesamt. 1916 wurde er mit 44,97 % der Stimmen wiedergewählt. Im 65. Kongress hatten die Demokraten eigentlich ihre Mehrheit verloren, Schall und die beiden anderen Abgeordneten der Progressiven Partei sowie ein Sozialist verhalfen ihr aber trotzdem zum Amt des Speaker.
Da die Progressive Partei sich 1918 immer mehr auflöste, wandte sich Schall wieder den Republikanern zu. Die Zulassung zur Primary musste sich Schall vor dem Minnesota Supreme Court einklagen. Die allgemeine Wahl 1918 gewann er souverän, er erhielt 71,06 % der Stimmen, mehr als doppelt so viel als sein demokratischer Rivale Henry A. Finlayson. 1920 erhielt er 68,31 % gegen John G. Soltis (23,10 %) von der Minnesota Farmer-Labor Party und Henry A. Finlayson (8,60 %) von den Demokraten, 1922 erhielt er 80,62 % gegen Henry B. Rutledge (19,38 %) von der Progressive Party (1924 von La Follette gegründet, nicht mit der Bull Moose Party identisch) und wurde jeweils wiedergewählt.
1923 bewarb sich Schall in einer außerplanmäßigen Wahl erstmals um den Klasse-II-Sitz Minnesotas für den US-Senat, unterlag in den republikanischen Vorwahlen aber Gouverneur J. A. O. Preus, der die allgemeine Wahl wiederum gegen den Farmer-Labor-Kandidaten Magnus Johnson verlor. Bei der regulären Wahl 1924 setzte Schall sich in den Vorwahlen mit 35,46 % gegen zwei Mitbewerber durch, die allgemeine Wahl gewann er mit 46,45 % der Stimmen gegen Amtsinhaber Johnson, der 45,50 % erhielt, den Demokraten John J. Farrell (6,42 %) sowie zwei unabhängige Kandidaten (1,03 % bzw. 0,60 %). Johnson wollte seine Niederlage um weniger als 8.000 Stimmen nicht akzeptieren und focht die Wahl an, kurz bevor seine Amtszeit am 3. März 1925 endete. Er warf Schall unter anderem vor, falsche und verleumderische Aussagen über ihn gemacht, exzessive Geldausgaben für seine Wahlkampagne getätigt und unzulässige Versprechungen politischer Ernennungen gemacht zu haben. Am 8. Juni 1926 schloss das zuständige Senatskomitee die Ermittlungen mit der einhelligen Empfehlung, dass Schall seinen Sitz ohne Neuauszählung behalten sollte, was das Plenum des Senats am 16. Juni bestätigte.
Zur Wahl 1930 konnte sich Schall in der republikanischen Vorwahl mit 57,40 % durchsetzen gegen Theodore Christianson, den ausscheidenden Gouverneur von Minnesota, der 37,31 % erhielt, sowie John F. Selb, der 5,29 % erhielt. In der allgemeinen Wahl verteidigte er seinen Sitz mit 37,61  gegen den Demokraten Einar Hoidale (36,13 %), den Farmer-Labor-Kandidaten Ernest Lundeen (22,89 ), den Unabhängigen Charles A. Lund (2,65 ) sowie den Kommunisten Rudolph Harju (0,72 ). Wie Johnson akzeptierte Hoidale seine Niederlage nicht und focht Schalls Wahl 1932 an, mit ähnlichen Vorwürfen. Anfang 1933 entschied das Komitee, dass die schwereren Anschuldigen ausgeräumt seien und die kleineren nicht ausreichten, Schall seinen Sitz zu verweigern.
Im November 1935 kündigte der Gouverneur von Minnesota, Floyd B. Olson von der Farmer-Labor Party, an, dass er gegen Schall als Senator kandidieren wolle. Durch den Unfalltod Schalls und den Tod Olsons an Krebs im Sommer 1936 kam es nicht mehr zu dieser Auseinandersetzung. Zu Schalls Nachfolger ernannte Olson seinen Parteifreund Elmer A. Benson, der den Senatssitz vom 27. Dezember 1935 bis zum 3. November 1936 innehatte. 1936 wurde der Republikaner Guy V. Howard für die restliche Amtszeit vom 4. November 1936 bis zum 3. Januar 1937 gewählt, Ernest Lundeen (Farmer-Labor Party) wurde für die neue Amtszeit ab dem 3. Januar 1937 gewählt.
Während seiner Zeit im Repräsentantenhaus war Schall im 67. Kongress (1922) Vorsitzender des United States House Committee on Alcoholic Liquor Traffic (Komitee für den Handel mit alkoholischen Getränken), das während der Prohibition unter anderem für die Überwachung des Alkoholverbots zuständig war, im 68. Kongress (1923) war er Vorsitzender des United States House Committee on Flood Control. Im Senat war er während des 71. und des 71. Kongresses (1930–33) Vorsitzender des Committee on Interoceanic Canals (Komitee für ozeanische Kanäle), das für den Panamakanal zuständig war.

## Politische Positionen
Schall war ein Anhänger von Präsident Theodore Roosevelt und wie dieser des amerikanischen Progressivismus. Er stimmte für Gesetze zur Regulierung von Kinderarbeit, zur Regulierung der Großindustrie und für den Schutz der Quetico-Superior wilderness area im nördlichen Minnesota, die seit 1978 als Boundary Waters Canoe Area Wilderness unter Schutz steht. 1922 stimmte Schall im Repräsentantenhaus für die Dyer Anti-Lynching Bill, die Lynchjustiz zu einem auf Bundesebene verfolgten Verbrechen machen sollte. Im Senat sprach sich Schall für die Aufhebung des Alkoholverbots aus, war aber ein strikter Gegner der New-Deal-Politik von Präsident Franklin D. Roosevelt.
Er galt als volksnaher Politiker, der seine Wähler unter den einkommensschwachen Bewohnern seines Wahlkreises fand. Schall galt im Kongress auch als Kämpfer für körperbehinderte Menschen, der im Juni 1924 auf der Versammlung der Minnesota State Organization of the Blind (MSOP) versprach, sich im Kongress für Pensionsansprüche von Blinden starkzumachen. Auch galt Schall als Vorkämpfer für den Randolph-Sheppard Act, der Blinden gegenüber Sehenden Vorteile einräumte, wenn es darum ging, Konzessionen für Kioske und Schnellimbisse zu bekommen. Allerdings trat jenes Gesetz erst nach dem Tode Schalls, im Jahr 1936, in Kraft.